# ريتشارد وودفيل (إيرل ريفيرز الأول)
ريتشارد وودفيل، إيرل ريفيرز الأول (بالإنجليزية: Richard Woodville (or Wydeville), 1st Earl Rivers)‏ كان رجلاً إنجليزيا نبيلاً و أول إيرل لريفيرز . هو والد الملكة إليزابيث وودفيل و جد ابنها إدوارد الخامس بينما يكون الجد الأكبر لهنري الثامن.

## معرض صور

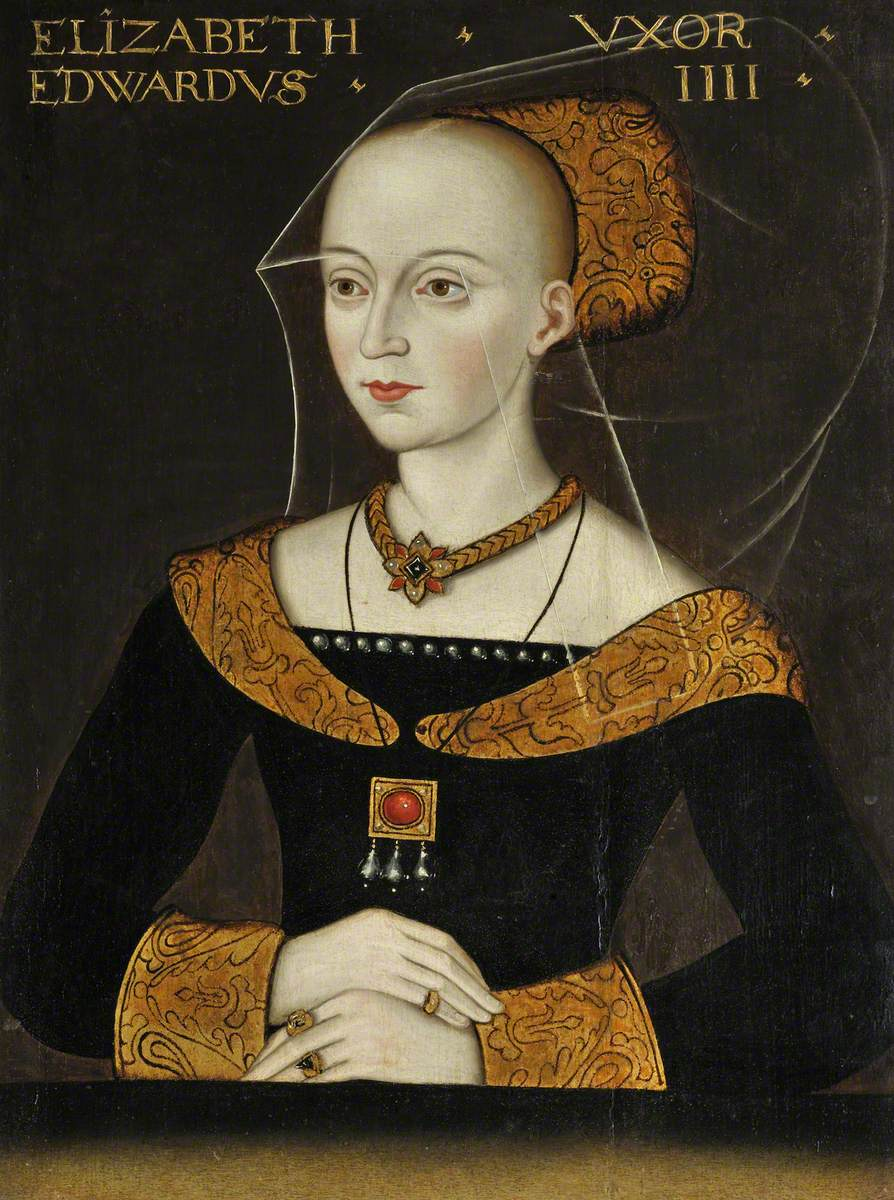
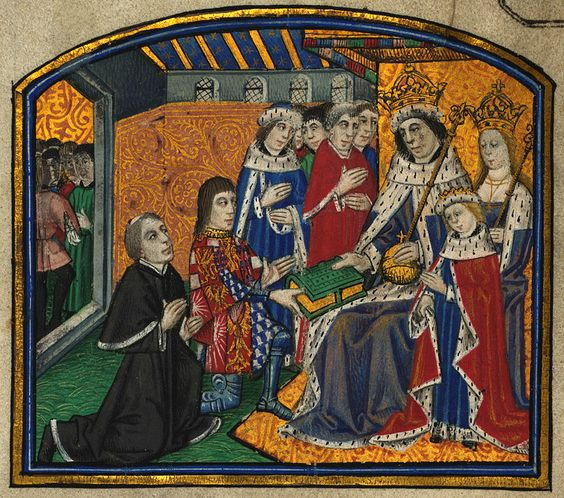
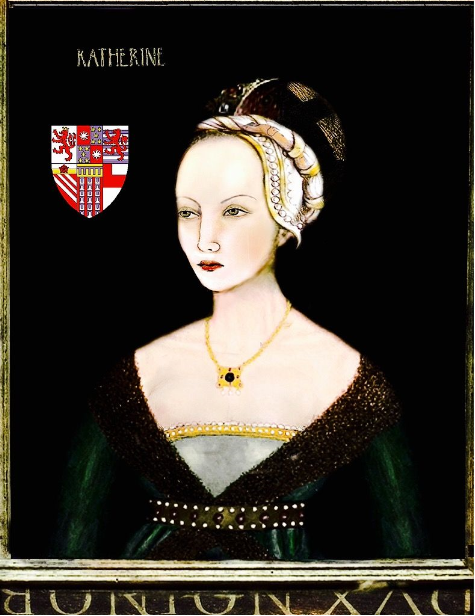